# Rin'

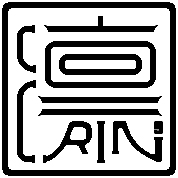
Rin' logo

Rin' es un grupo de pop japonés que combina instrumentos musicales tradicionales japoneses con elementos de pop y rock modernos. El grupo está constituido por un trío de antiguas estudiantes de la Universidad Nacional de Bellas Artes y Música de Tokio graduadas en 2003. La banda hizo su debut en septiembre de 2003, en el Meguro Gajoen, y en abril del 2004 lanzaron su primer single, "Sakitama", realizado por Avex Trax.
Chie Arai y Mana Yoshinaga tocan el koto, el sangen y el jushichi-gen, mientras que Tomoka Nagasu toca el biwa y el shakuhachi. Las tres hacen de voz.
De acuerdo con la web oficial del grupo, el nombre de Rin' viene de la palabra inglesa ring (significa sonar y también anillo), de la palabra japonesa Wa (和) y del deseo del trío de crear un "anillo" de música.
Desde su debut, la banda ha actuado en varios lugares alrededor del mundo, y han realizado varios sencillos y álbumes. Muchas de sus canciones se han llevado al cine y a la televisión siendo utilizados como bandas sonoras de animés y películas.
Su álbum más internacional, Inland sea, se lanzó en todo el mundo: en Europa y Estados Unidos el 25 de abril de 2006 y en Japón el 30 de agosto de ese mismo año. En el álbum fueron invitados Leigh Nash y Lisa Loeb.
El 13 de febrero de 2009 la banda anunció en su web que iba a finalizar sus actividades y se iba a desintegrar.
Después de 10 años, el 8 de marzo de 2019, se anunció oficialmente en los sitios web oficiales de cada miembro la reunificación de la Unidad de Instrumentos Musicales del japonés Rin'.

## Miembros
| Miembros - Mana Yoshinaga (吉永 真奈 Yoshinaga Mana?) (nacido el 20 de noviembre de 1979) - Tomoca Nagasu (長須 与佳 Nagasu Tomoka?) (nacido el 22 de diciembre de 1980) - Chie Arai (新井 智恵 Arai Chie?) (nacido el 10 de mayo de 19??) | Instrumentos Vocals, koto, sangen, jushichi-gen Vocals, biwa, shakuhachi Vocals, koto, sangen, jushichi-gen |

## Discografía

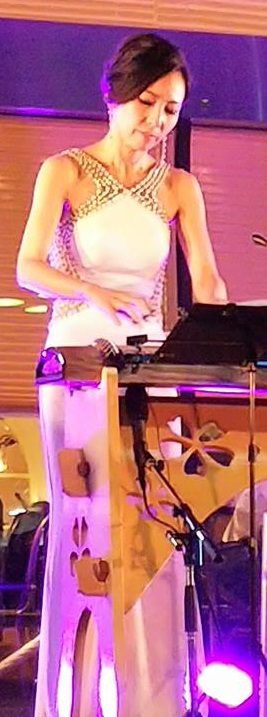
吉永真奈（Mana Yoshinaga)

### Sencillos
1. Sakitama (Sakitama～幸魂～?) (7 de abril de 2004)
  1. Sakitama (Sakitama～幸魂～ Sakitama: Lucky Soul?)
  2. Jikū (Instrumental) (時空(Instrumental)?)
  3. Sakitama (Instrumental) (Sakitama～幸魂～(Instrumental)?)
2. Yachiyo no Kaze (八千代ノ風?) (30 de junio de 2004)
  1. Yachiyo no Kaze (八千代ノ風?)
  2. Release
  3. Yachiyo no Kaze (Instrumental) (八千代ノ風(Instrumental)?)
  4. Release(Instrumental)
3. Sakura Sakura (サクラ サクラ?) (20 de abril de 2005)
  1. Sakura Sakura (サクラ サクラ?)
  2. Sakura Sakura (instrumental with shakuhachi and shamisen) (サクラ サクラ(Instrumental with 尺八・三味線)?)
4. Yume hanabi (夢花火 Dream Fireworks?) (31 de agosto de 2005)
  1. Yume hanabi: Rin' Three Pieces (夢花火: Rin' Three Pieces?)
  2. Yume hanabi (夢花火?)
  3. Flashback: Rin' Version
  4. Yume hanabi: Instrumental (夢花火: Instrumental?)

### Álbumes
1. Jikū (時空 Space-time?) (12 de mayo de 2004)
  1. Jikū (時空 Space-time?)
  2. Sakitama (Sakitama～幸魂～ Sakitama: Lucky Soul?)
  3. Yachiyo no Kaze (八千代ノ風?)
  4. Fuhen (普遍 Ubiquity?) (featured as the ending theme to the anime series Samurai 7)
  5. Miyabi (雅 Elegant?)
  6. weakness
  7. Dōshin (道心 Moral Sense?)
  8. Smile On: English ver.
  9. Will
  10. Sai no Kami (サイの神?)
  11. Eternal
2. Asuka (飛鳥?) (29 de septiembre de 2004)
  1. Asuka (飛鳥 Flying Bird?)
  2. Bibō no Kuni (美貌の國 Land of Beauty?)
  3. The Grace
  4. Kamen (仮面 Mask?)
  5. Kurenai (紅 Crimson?)
  6. innocence
  7. Kochō no Yume (胡蝶之夢 Dream of Butterflies?)
  8. Nomado
  9. Kagami Tsuki (鏡月 Mirror Moon?)
  10. Tenka (天華 Quintessence of Heaven?)
  11. Hanafubuki (花吹雪 Flower Storm?)
  12. Asukagawa (明日香川?)
  13. Sarasōju (沙羅双樹 A Couple of Sal Trees?)
  14. Hanging in there
3. Rin' Christmas Cover Songs: Seiya (～Rin' Christmas Cover Songs～聖夜?) (14 de noviembre de 2004)
  1. Happy Xmas (War Is Over)
  2. Last Christmas
  3. Rin' Xmas Medley: Silent Night / 赤鼻のトナカイ / I Saw Mommy Kissing Santa Claus / Jingle Bells / We Wish You a Merry Xmas / Silent Night
  4. Koukyōkyoku Daikyūban (交響曲 第九番?)
  5. Christmas Eve (クリスマス・イブ?)
  6. Merry Christmas Mr.Lawrence
  7. White Christmas
  8. In My Life (※初回限定版のみボーナストラック)
4. Utage uta/Sakura Sakura (宴歌（うたげうた）/さくら さくら Party Song /Cherry Blossom?) (Live album, 30 de marzo de 2005)
5. Inland Sea (released in U.S./Europe on 25 de abril de 2006, in Japan on 30 de agosto de 2006) 
  1. New Day Rising (feat. Leigh Nash)
  2. Solemn
  3. What the Rain Said
  4. Never Knew What Love Meant (feat. Leigh Nash)
  5. Moss Garden
  6. Anti Hero (feat. Lisa Loeb)
  7. Inland Sea
  8. Sea of Tranquility (feat. Leigh Nash)
  9. Superflat(Part II)
  10. Past Imperfect
  11. AA170
  12. Niji Musubi (虹結び?) (Japan-only bonus track)
6. Genji Nostalgie (源氏ノスタルジー Genji Nosutarujī?) (5 de diciembre de 2007)
  1. Murasaki No Yukari, futatabi (紫のゆかり、ふたたび Belonging to the purple, once again?)
  2. Genji
  3. Sennen No Niji (千年の虹 Rainbow of A Thousand Years?) (feat. alan)
  4. Ranka (乱華 Chaotic Beauty?)
  5. Na Mo Naki Hana (名もなき花 Nameless Flower?)
  6. Asaki Yume Mishi (浅キ夢見シ?)